# Белых, Леонид Яковлевич
Леони́д Я́ковлевич Белы́х (род. 23 ноября 1950 года, село Бичура, Бичурский аймак, Бурят-Монгольская АССР, РСФСР, СССР) — советский и российский инженер-авиастроитель, кандидат экономических наук, управляющий директор акционерного общества «Улан-Удэнский авиационный завод» (1998—2021), заместитель генерального директора АО «Вертолеты России» (с июня 2021 года), Герой Труда Российской Федерации (2020).